# Fireside Poets
De Fireside Poets  (ook bekend als the Schoolroom of Household Poets) is de naam waarmee naar een  groep van 19e-eeuwse Amerikaanse dichters uit New England wordt verwezen. Tot deze groep worden Henry Wadsworth Longfellow, William Cullen Bryant, John Greenleaf Whittier, James Russell Lowell en Oliver Wendell Holmes, Sr. gerekend.
De Fireside Poets waren de eerste Amerikaanse dichters die zowel in de VS als in Groot-Brittannië in populariteit konden wedijveren met de Britse dichters. Hun gedichten zijn eerder victoriaans dan romantisch te noemen, en soms overdreven sentimenteel of moraliserend van toon. Zij schreven niet voor andere dichters maar voor het gewone volk, en wilden dat hun verhalen door gezinnen werden gelezen en verteld. Kenmerkend voor deze groep 'huiselijke dichters' is de naleving van poëtische conventies zoals standaard dichtvormen, regelmatig metrum en rijmende coupletten. Dit maakte hun werk bijzonder geschikt voor memoriseren en reciteren op school en thuis, waar het een bron van vermaak was voor families die zich voor die gelegenheid rond de haard ("fireside") verzamelden. Ze behandelden onderwerpen uit het huiselijk leven, de mythologie, en de politiek van de Verenigde Staten, waar enkele van deze dichters ook actief bij betrokken waren. 

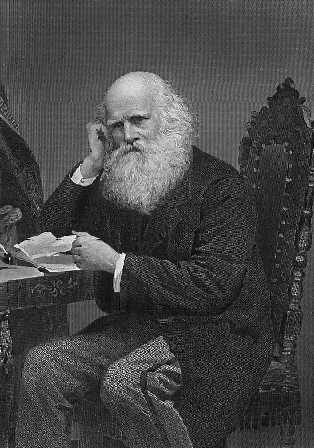
Bryant
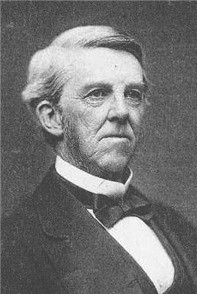
Holmes
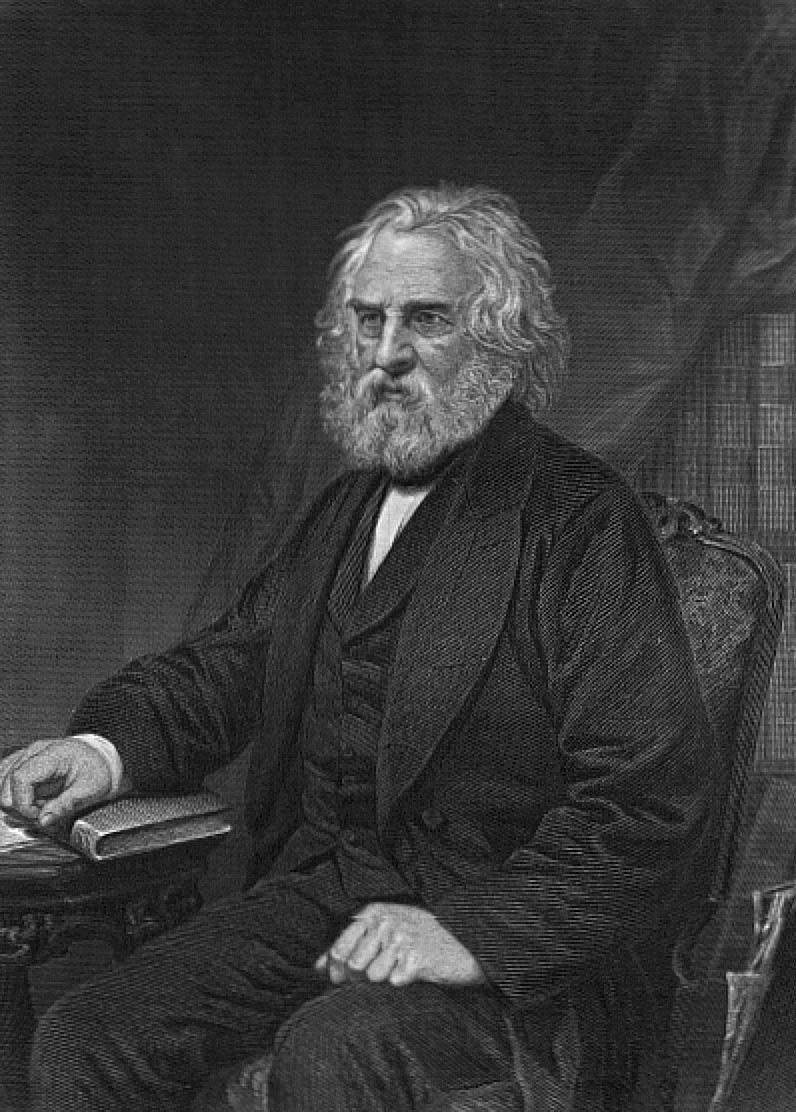
Longfellow
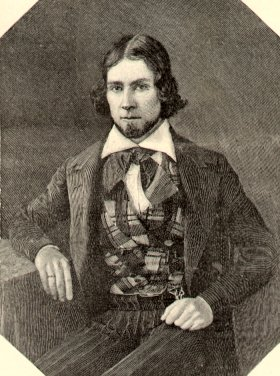
Lowell
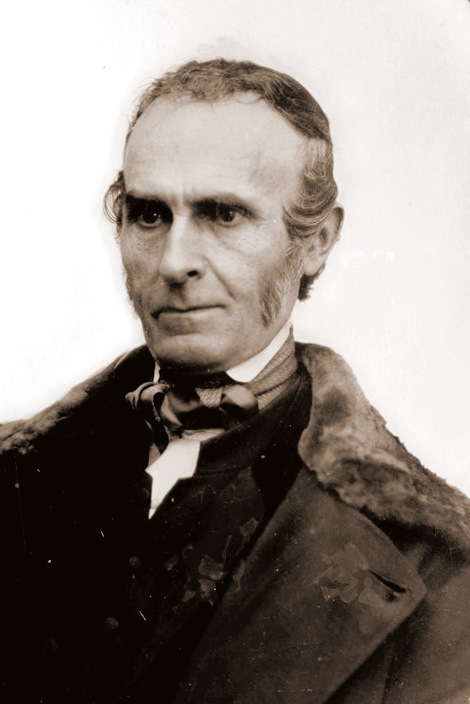
Whittier